# پابلو مسترونی
پابلو مسترونی (انگلیسی: Pablo Mastroeni؛ زادهٔ ۲۹ اوت ۱۹۷۶) یک بازیکن فوتبال اهل ایالات متحده آمریکا است.
وی همچنین در تیم ملی فوتبال ایالات متحده آمریکا بازی کرده‌است.